# .test
.test — загальний домен верхнього рівня. Зарезервований IETF у RFC 2606 у червні 1999 року. Не призначений для установки як домен верхнього рівня в DNS..
".test" рекомендовано використовувати для тестування наявного або нового коду пов'язаного з DNS.